# Strix leptogrammica
El cárabo oriental (Strix leptogrammica) es una especie de ave rapaz nocturna de la familia Strigidae nativa del sureste de Asia.

## Descripción
Mide entre 45 y 57 cm de largo, una especie relativamente grande dentro de su género. Tiene las partes superiores de color marrón oscuro, con manchas blancas débiles sobre los hombros. Las partes inferiores son de color crema con rayas marrones. El disco facial es de color marrón rojizo a castaño y rodeado con bordes blancos distintivos. Las alas y la cola son de color rojo con rayas de color crema. Las patas están emplumadas y los ojos son de color marrón oscuro.

## Distribución y hábitat
Su hábitat natural son los bosques templados, bosques húmedos, tierras bajas y bosques montanos en el sur de Asia, desde la India y Sri Lanka en el oeste, hasta Indonesia y el sur de China en el este. Está clasificado como Preocupación menor por la IUCN.

## Subespecies
El cárabo oriental tiene 15 subespecies reconocidas, que se diferencian principalmente por producir vocalizaciones distintas, y ser diferentes en apariencia por la especiación parapátrica, algunas podrían ser reconocidas como especies separadas. 

Las subespecies son:
- Strix leptogrammica bartelsi (Finsch, 1906)
- Strix leptogrammica caligata (Swinhoe, 1863)
- Strix leptogrammica chaseni (Hoogerwerf y deBoer, 1947)
- Strix leptogrammica connectens (Koelz, 1950)
- Strix leptogrammica indranee (Sykes, 1832)
- Strix leptogrammica laotiana (Delacour, 1926)
- Strix leptogrammica leptogrammica (Temminck, 1832)
- Strix leptogrammica maingayi (Hume, 1878)
- Strix leptogrammica myrtha (Bonaparte, 1850)
- Strix leptogrammica newarensis (Hodgson, 1836)
- Strix leptogrammica niasensis (Salvadori, 1887)
- Strix leptogrammica nyctiphasma (Oberholser, 1924)
- Strix leptogrammica ochrogenys (Hume, 1873)
- Strix leptogrammica ticehursti (Delacour, 1930)
- Strix leptogrammica vaga (Mayr, 1938)

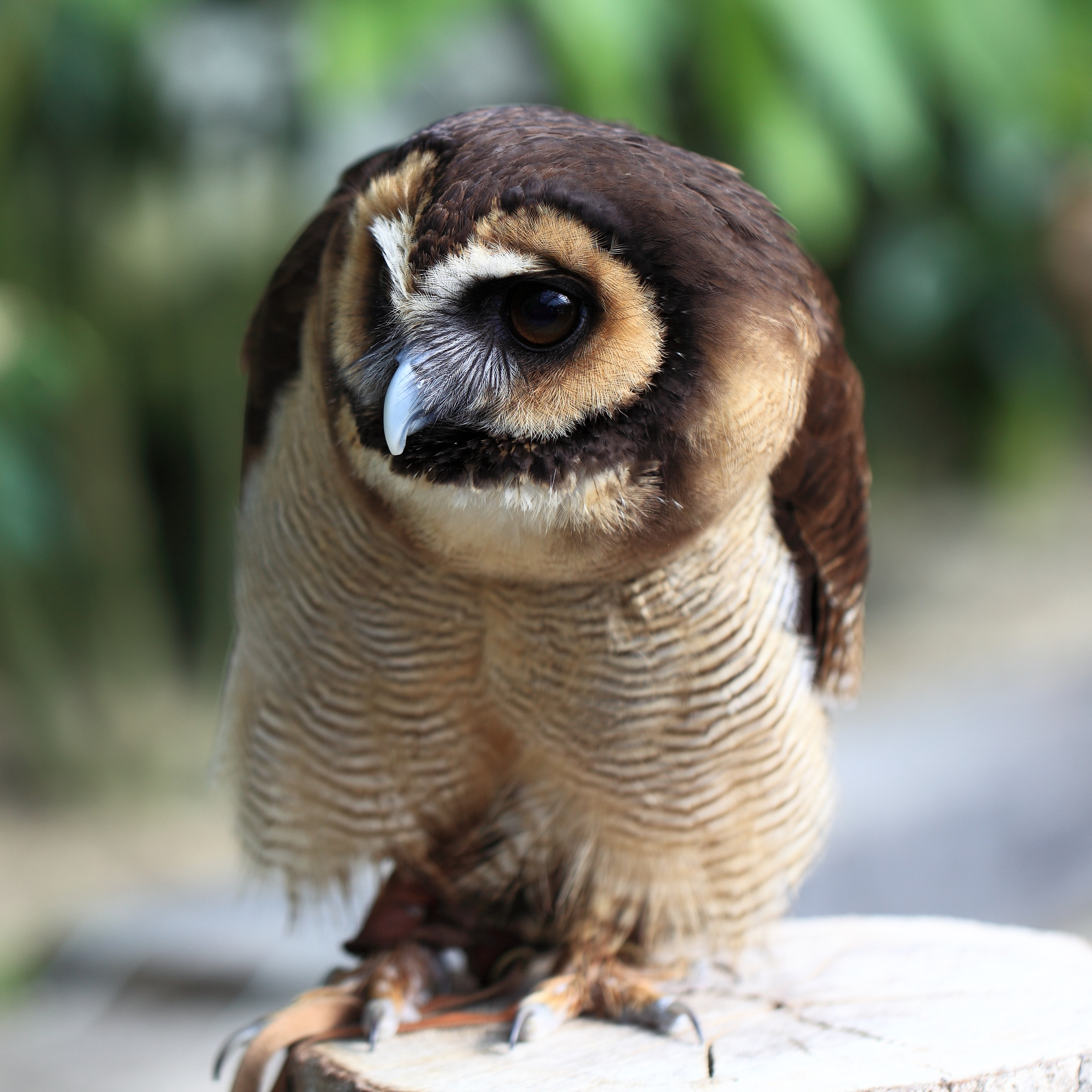
Ave en Shizuoka, Japón